# Rozmarija Karuza
Rozmarija Karuza (Split, 24. travnja 1987.) hrvatska je reprezentativka u boćanju i višestruka državna prvakinja. Njezin osobni rekord je ujedno i hrvatski rekord u disciplini brzinsko izbijanje, a iznosi 34/42. Osvajačica je brončanog odličja na europskom prvenstvu u Italiji u disciplini brzinsko izbijanje. Kao članica Boćarskog kluba “Komiža” te hrvatska reprezentativka u boćanju, grad Komiža joj dodjeljuje povelju za pojedinačne uspjehe i zasluge 2015. godine. 

## Športska karijera
Rozmarija Karuza rođena je u Splitu 24. travnja 1987. godine. Započela je boćati kao trinaestogodišnjakinja, a njezinu darovitost prepoznaju u BK Komiža. Kao članica Boćarskog kluba “Komiža” već 2004. godine postiže značajne rezultate na državnom natjecanju u Rijeci u različitim disciplinama. U paru s Julijom Cimić osvaja brončanu medalju u disciplini par i u disciplini brzinsko štafetno izbijanje te srebrnu medalju u pojedinačnoj disciplini brzinsko izbijanje. Nakon vrlo dobrih rezultata na državnom natjecanju sa 17. godina postaje dio hrvatske ženske reprezentacije u boćanju. Na svjetskom prvenstvu u boćanju za žene, u rujnu 2004. održanom u Parizu, ostvaruje solidno peto mjesto u štafeti zajedno s Danijelom Kolobarić.
Zbog školovanja seli u Zagreb i usporedno nastavlja trenirati u BK Špansko. Kao članica BK Špansko na državnom natjecanju održanom u Čavlima od 1. do 2. srpnja 2006. godine osvaja prvo zlatno odličje u disciplini bližanje i izbijanje u krug. Kao hrvatska reprezentativka sudjeluje na međunardonom natjecanju četveroboju nacija za žene 15-16. srpnja 2006. u francuskom gradu Saint Vallier. Te godine sudjeluje i na svjetskom prvenstvu u boćanju za žene u Wenzhou od 17-22. listopada u Kini gdje u disciplini par s Ivom Vlahek ostvaruje 6 mjesto. 
Na državnom natjecanju u Šibeniku 1. – 2. srpnja 2007. osvaja srebrnu medalju u preciznom izbijanju. U rujnu te iste godine s hrvatskom reprezentacijom ostvaruje broncu na četveroboju nacija u talijanskom Chivasso. 2008. godine se vraća u Komižu i nastavlja trenirati boćanje u BK Komiža te osvaja srebrnu medalju na državnom prvenstvu u Marinićima u brzinskom izbijanju te brončanu medalju u paru s Jasnom Bralić u štafetnom izbijanju. Kao reprezentativka Hrvatske u boćanju sudjeluje na četveroboju žena u Šibeniku 2008. Gdje su se najuspješnijima pokazale reprezentativke Francuske, drugo mjesto pripalo je susjednim Slovenkama, treće Talijankama, dok su na posljednjem, četvrtom mjestu završile Hrvatice.
Na prvenstvu Hrvatske u Zagrebu u listopadu 2010. godine osvaja srebrnu medalju u brzinskom izbijanju i brončanu medalju u disciplini brzinsko izbijanje štafeta zajedno s Jasnom Bralić. U paru s Andreom Fiamengo predstavljajući Dalmaciju sudjeluje na međunarodnom Božićnom turniru parova za žene u Zagrebu gdje igraju u finale 2010. i 2011. godine. 
Nakon kratke pauze vraća se treniranju 2014. godine i u rujnu te iste godine, na prvenstvu Hrvatske za žene u Labinu,  osvaja srebrnu medalju u brzinskom izbijanju te zlatnu medalju u disciplini parovi klasično zajedno s Andreom Fiamengo Basić na prvenstvu Hrvatske za žene u Komiži.

## 2015.: Europska bronca i hrvatski rekord u brzinskom izbijanju
U listopadu 2015. godine na prvenstvu Hrvatske je osvojila jednu zlatnu medalju u disciplini brzinsko izbijanje i tri brončane medalje u disciplinama bližanje i izbijanje u krug, precizno izbijanje te u paru s Petrom Martinis u disciplini brzinsko izbijanje štafeta.
U zaostaloj utakmici 2. kola ženske lige 02. listopada 2015, ekipa BK Komiža je pobijedila ekipu BK Nove Verude kao gost rezultatom 21:1. U toj utakmici Rozmarija Karuza iz BK Komiža, izjednačila je rekord Hrvatske u disciplini brzinsko izbijanje pogodivši 34 boće od 42 izbačaja.
Na europskom prvenstvu u boćanju za žene održanom u Italiji u gradu Saluzzo od 11. do 14. studenoga 2015. Rozmarija je opravdala sve svoje prijašnje uspjehe. U disciplini brzinsko izbijanje podijelila je broncu s Talijankom Venturini.
Kao članica Boćarskog kluba “Komiža” te hrvatska reprezentativka u boćanju, grad Komiža joj dodjeljuje povelju za pojedinačne uspjehe i zasluge 2015. godine.